# Marwan Szarbel
Marwan Szarbel – libański polityk, maronita, emerytowany generał-major Wewnętrznych Sił Bezpieczeństwa (policji). 13 czerwca 2011 został mianowany ministrem spraw wewnętrznych w rządzie Nadżiba Mikatiego. Wiążą go przyjacielskie relacje z prezydentem Michelem Sulaimanem.